# Балаба, Назар Андреевич
Наза́р Андре́евич Бала́ба (укр. Назар Андрійович Балаба; 10 мая 2005, Ровно) — украинский футболист, защитник клуба «Верес», выступающий на правах аренды за клуб ЮКСА.

## Клубная карьера
Балаба начал заниматься футболом в детско-юношеской спортивной школе «Вереса». В возрасте 12 лет он перешёл в академию киевского «Динамо», где с 2018 по 2022 год выступал в ДЮФЛУ. С конца февраля 2022 года он был переведён в команду «Динамо» U-19, где играл в юношеском чемпионате Украины.
В начале февраля 2025 года Балаба попал в сферу интересов «Вереса» и уже в середине месяца прибыл на просмотр. В начале марта 2025 года он подписал трёхлетний контракт с ровенским клубом. По данным портала Transfermarkt, «Верес» заплатил «Динамо» за своего воспитанника 20 000 евро. Впервые он попал в заявку команды 2 марта 2025 года на победный (2:1) матч 19-го тура Премьер-лиги Украины против «Колоса», но весь матч провёл на скамейке запасных. Дебютировал в профессиональном футболе 13 апреля 2025 года в выездном матче 24-го тура Премьер-лиги Украины против луганской «Зари», выйдя на поле на 90+2-й минуте вместо Дмитрия Клёца.

## Карьера в сборной
Балаба дебютировал за юношескую сборную Украины (U-17) 26 августа 2021 года в домашнем товарищеском матче против Армении (победа 4:0), сыграв весь матч и забив гол на 66-й минуте. Всего за сборную U-17 он провёл 8 матчей и забил 3 гола.
За сборную Украины U-19 он дебютировал 10 октября 2023 года в выездном матче против Южной Кореи, сыграв весь матч и получив жёлтую карточку на 52-й минуте. Единственный гол за команду U-19 он забил 15 октября 2023 года в выездном товарищеском матче против молодёжной сборной Марокко (победа 4:3), сыграв весь матч. Всего за сборную U-19 он провёл 3 матча и забил 1 гол.